# قرارداد (فیلم ۲۰۰۸)
«قرارداد» (انگلیسی: Contract (2008 film)) یک فیلم است که در سال ۲۰۰۸ منتشر شد.